# Горан Остојић
Горан Остојић (Бачко Добро Поље, код Врбаса, 20. јануар 1962 — Јуник, код Дечана, 28. јул 1998) је био официр ВЈ и припадник 63. падобранске бригаде погинуо током сукоба на Косову и Метохији 1998.

## Биографија
Са пет година креће у школу када се са родитељима сели у Јагодину. Током младости привлачили су га хобији попут радио-аматерства, аеро-моделарства, а са 14 година постао је најмлађи падобранац у Аеро клубу „Наша крила“ и најмлађи једриличар, а убрзо и пилот моторних авиона.
Након завршене гимназије уписује Војну академију и бира смер пешадија. Академију завршава са одличним успехом и добија распоред у елитној 63. падобранској бригади. Пролази кроз све официрске дужности, од командира вода и чете до начелника оперативне службе и начелника штаба бригаде.
Током ратова у бившој Југославији учествовао је у ризичним операцијама попут евакуације аеродрома Церкље, затим у акцијама у Бихаћу, Пули, на Земунику код Задра а први падобрански скок у босанском рату био је током заузимања села Јадар у источној Босни.
Погинуо је 28. јула 1998. године код Јуника. Постхумно је унапређен у потпуковника, а редовно унапређење га је чекало на дан јединице те године.
Иза себе је оставио супругу Марину и сина Богдана.
Данас основна школа у Јагодини (Основна школа Горан Остојић) носи његово име као и један одред извиђача и јавна гаража у Нишу.
У Рековцу једна улица носи његово име а у градском парку је постављена биста, а такође биста је и у Јагодини у холу основне школе која носи његово име.
Његова мајка Јованка била је учитељица и 2013. са 80 година први пут је скочила из авиона падобраном.
У његову част се сваког маја месеца у Јагодини одржава Меморијал ''Потпуковник Горан Остојић'', током кога се одржавају падобрански скокови, мото скуп са дефилеом бајкера и рок концерт, такође се полажу венци на његову бисту у Јагодини и Рековцу.
На Војној академији се сваке године одржава меморијални турнир у саватеу и кик боксу, а један од организатора је Савате клуб ''Горан Остојић''.